# Євтушенко Олег Іванович
Оле́г Іва́нович Євтуше́нко (* 1952) — український лікар-онколог вищої категорії, доктор медичних наук (2003), професор (2006).

## Життєпис
Народився 1952 року в Залізцях (Зборівський район, Тернопільська область). 1975 року закінчив Тернопільський медичний інститут.
Працював лікарем; від 1978 року — у Київському рентгенорадіологічному та онкологічному інституті.
Від 1984 року — у Національній медичній академії післядипломної освіти; з 2004 року — професор кафедри онкології.
Розробляє:
- комбіновані методи лікування хворих на рак ободової кишки,
- діагностики злоякісних пухлин товстої кишки.

2003 року захистив докторську дисертацію «Комбіноване лікування хворих на рак ободової кишки з інтраопераційною кріодеструкцією та спонтанним відтаюванням». Навчався у професора І. П. Дєдкова.
Член Європейської асоціації досліджень раку (EACR, European Association for Cancer Research) та Європейського товариства хірургів онкологів (ESSO).
Є автором понад 150 наукових праць та 42 авторських свідоцтв і патентів України.
Серед робіт:
- «Порівняння ефективності традиційних комбінованих методів лікування хворих на рак ободової кишки», 2002
- «Аналіз прогностичних факторів віддалених результатів хірургічного лікування хворих на рак ободової кишки», 2002
- «Сучасна діагностика і лікування хворих на рак ободової кишки», 2004, співавтори О. О. Шалімов, Д. В. Мясоєдов
- «Комбіновані методи лікування хворих на рак ободової кишки», співавтори О. О. Шалімов, Д. В. Мясоєдов, Віктор Васильович Приймак, 2004
- «Основи кріохірургії» 2005 (у співавторстві, Шалімов О. О., Мясоєдов Д. В., О. О. Литвиненко)
- «Ендоскопія товстої кишки: Посібник», 2007
- О. І. Євтушенко, А. В. Тофан, С. Д. Мясоєдов, Г. А. Анохіна, В. І. Максимлюк, Г. С. Бойко. Ендоскопія стравоходу, шлунка та дванадцятипалої кишки: Навчальний посібник. / За редакцією д.м.н., проф. Євтушенка О. І. — К.: Вістка, 2007. — 280 с.
- «Ендоскопія легенів», 2007, за редакцією
- «Кріохірургічне лікування хворих на рак ободової кишки», 2008, співавтори Данута Люціанівна Саган, О. П. Кузьменко
- «Ендоскопія внутрішніх органів» (Підручник, перше видання — 2008, друге видання — 2010, за редакцією)
- «Онкологічна проктологія», 2012

Нагороджений
- Дипломом 2-го ступеня Виставки досягнень народного господарства УРСР (1990)
- Подякою Служби Безпеки України (2003)
- Орденом Шевальє (Державна нагорода Бельгії за вклад в розвиток світової науки 2010)
- дипломами та золотими медалями 6-7-8-9-го міжнародного салону винаходів та нових технологій (2010, 2011, 2012, 2013)
- подякою Національної бібліотеки України імені В. І. Вернадського (2011)
- подякою Міністерства освіти і науки України (2012)
- дипломом Фонду розвитку фундаментальних наук Росії (2012).